# Hermann Saitz

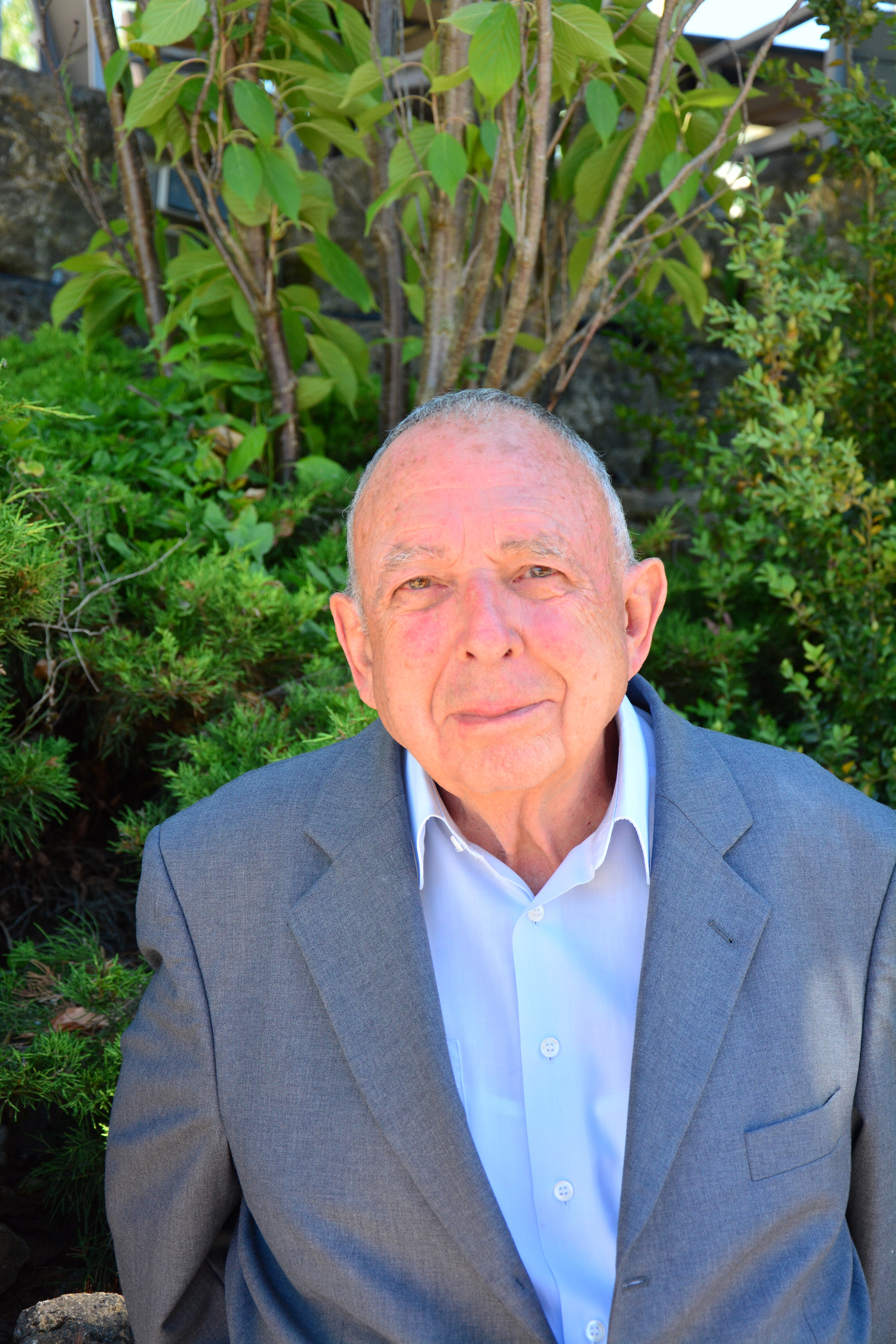
Hermann H. Saitz

Hermann Hans Saitz (* 9. Oktober 1936 in Erfurt) ist ein ehemaliger Stadt- und Verkehrsplaner in Erfurt. Er arbeitete auf den Fachgebieten der Verkehrsplanung, des Städtebaus, der Stadtgestaltung und der Architektur. Er gehörte zu führenden Verkehrsplanern der DDR. Seine Arbeiten zur Stadtverkehrspolitik fanden international Beachtung.

## Leben

### Ausbildung
Im Jahr 1954 schloss Hermann H. Saitz am Heinrich-Mann-Gymnasium Erfurt – Staatliches Gymnasium „Zur Himmelspforte“ seine Schulausbildung mit dem Abitur ab. Danach absolvierte er eine Maurerlehre.
Anschließend studierte er von 1955 bis 1961 an der Hochschule für Bauwesen Cottbus, Fachrichtung Technische Stadtplanung und städtischer Ingenieurbau.

1961 schloss er das Studium als Diplom-Ingenieur ab. Danach war er als praktischer Infrastrukturplaner im Bezirk Rostock und als wissenschaftlicher Assistent an der Hochschule für Architektur und Bauwesen Weimar am Lehrstuhl Verkehrsbau und Verkehrsplanung tätig. 1967 wurde Saitz an dieser Hochschule für seine Dissertation Beiträge zur Bewältigung des Fahrradverkehrs auf Stadtstraßen zum Dr.-Ing. promoviert.

Im Jahr 1973 habilitierte er sich an der Hochschule für Architektur und Bauwesen Weimar zum Dr. sc. techn. (1991 evaluiert zum Dr.-Ing. habil.) mit einer Arbeit über Die Auswirkungen der Standortverteilung von Wohn- und Arbeitsstätten einer Stadt auf den Straßenverkehr – gezeigt am Beispiel der Bezirksstadt Erfurt.

### Arbeitsaufgaben und -ergebnisse
Von 1967 bis 1990 war Saitz Leiter des Büros für Verkehrsplanung der Stadt Erfurt. Hier entwickelte er die Generalverkehrsplanung Erfurt beispielgebend für die DDR. In diesen Jahren planten die Fachleute wichtige Infrastrukturmaßnahmen in Erfurt, unter anderem der Knoten Schmidtstedter Brücke, Juri-Gagarin-Ring, die Führung der B4 im Borntal, der Fußgängerbereich Anger und die Straßenbahnerschließung der großen Neubaugebiete.
Zusammen mit Kurt Ackermann, Günther Förschner und Werner Siemers war Saitz Mitinitiator für das System repräsentativer Verkehrsbefragungen – SrV. Die erste SrV-Erhebung wurde 1972 durchgeführt, weitere folgten in den Jahren 1977, 1982 und 1987. Dabei gehörte Erfurt von Anfang an zu den SrV-Stammstädten.
Nach der deutschen Wiedervereinigung und der Neugründung der ostdeutschen Bundesländer war Saitz von 1990 bis 1994 Baudezernent (Stadtbaudirektor) der Landeshauptstadt Erfurt und leitete den Neuaufbau der Bauverwaltung von Erfurt sowie die Notsicherung und den Sanierungsbeginn der verfallenden Altstadt.
Von 1995 bis 2001 war Saitz Geschäftsführer im Geschäftsbereich Parkraumwirtschaft der Stadtwerke Erfurt.
Im Jahr 2001 ging er in den Ruhestand, führte jedoch noch bis 2004 Lehrveranstaltungen in Dresden durch.

### Gremien
Von 1994 bis 2008 war Saitz Vorstandsmitglied der Ingenieurkammer Thüringen und verantwortete den Bereich Öffentlichkeitsarbeit.

### Lehrtätigkeit und Publikationen
Im Jahr 1997 wurde Saitz zum Honorarprofessor an der Technische Universität Dresden, Fakultät für Verkehrswesen „Friedrich List“ für die Lehrgebiete Verkehrsplanung, Verkehrsraumgestaltung und Anlagen des ruhenden Verkehrs berufen. Im Jahr 2004 endete seine Lehrtätigkeit an der Technische Universität Dresden.
Neben zahlreichen wissenschaftlichen Veröffentlichungen in Deutschland und im Ausland. publizierte er als Autor mehrere populärtechnische Bücher zum Thema Stadtverkehr wie Stadt und Verkehr, Der Verkehr der großen Städte und Tunnel der Welt – Welt der Tunnel.

### Gesellschaftliches Engagement
Saitz ist Mitglied des Ortskuratoriums Erfurt der Deutschen Stiftung Denkmalschutz

## Buchveröffentlichungen (Auswahl)

### Sachbücher
- Stadt und Verkehr. Transpress Verlag, Berlin 1979, DNB 790275112.
- Der Verkehr der großen Städte. Transpress Verlag, Berlin 1983, DNB 831176016.
- Tunnel der Welt – Welt der Tunnel. Transpress Verlag, Berlin 1988, ISBN 978-3-344-00273-2.
- Mein Erfurt – Als Verkehrs- und Stadtplaner in Erfurt. Erinnerungen, Gedanken, Bekenntnisse. 1967–2001. (enthält Autobiografie 1961–2001 und Lebenslauf). Blick Verlag, Erfurt 2018, ISBN 978-3-9818445-1-1.

### Mitautorenschaft
- Stadtverkehr von A bis Z. Herausgegeben von Hans Glißmeyer. Transpress Verlag, Berlin 1985, DNB 860479870.[21]
- 50 Jahre Stadtverkehrsplanung in Erfurt. In: Forschungsgesellschaft für Straßen- und Verkehrswesen (Hrsg.): Straßen- und Verkehrsgeschichte deutscher Städte nach 1945. Dresden – Leipzig – Halle – Chemnitz – Erfurt. (= Archiv für die Geschichte des Straßen- und Verkehrswesens. Heft 16), Kirschbaum, Bonn 2001, ISBN 3-7812-1533-4.

### Stadtführer
- Erfurt zu Fuß. Blick Verlag, 6. Auflage, Erfurt 2016, ISBN 978-3-9812927-8-7.
- Weimar zu Fuß. Verlag Feldhoff & Martin, Köln 1998, ISBN 978-3-931257-02-6.
- Erfurt for you. Weimardruck, Weimar 2003, ISBN 978-3-930687-53-4.

## Ehrungen
- 1977: Auszeichnung Verdienter Werktätiger des Verkehrswesens der DDR für die Planung des Verkehrsknotens Schmidtstedter Brücke und die Generalverkehrsplanung Erfurt[22]
- 2006: Goldene Ehrennadel der Ingenieurkammer Thüringen[23]
- 2010: Bundesverdienstkreuz am Bande der Bundesrepublik Deutschland[24] für sein Lebenswerk[25]